# Ferrari 365 GT 2+2
Der Ferrari 365 GT 2+2 ist ein von 1967 bis 1971 produzierter Gran Turismo, der zur Modellfamilie 365 des Sportwagenherstellers Ferrari gehört. Der 365 GT 2+2 war das zweite Mitglied dieser weit gefächerten Modellfamilie und Ferraris erster viersitziger Straßensportwagen mit hinterer Einzelradaufhängung. Im Hinblick auf seine Größe und sein Gewicht wurde der 365 GT 2+2 in der Presse auch als Ferrari Queen Mary verspottet.

## Entstehungsgeschichte
1966 führte Ferrari eine auf 4,4 Liter vergrößerte Variante des Colombo-Zwölfzylindermotors ein, die eine im Vergleich zum Vorgänger um vier Millimeter vergrößerte Bohrung aufwies. Der Hubraum eines einzelnen Zylinders betrug nun annähernd 365 Kubikzentimeter. Dieser Wert wurde zur Grundlage für die Modellbezeichnungen der mit diesem Motor ausgestatteten Fahrzeuge. Als Folge der Hubraumvergrößerung stieg die Motorleistung auf 320 PS. Der Motor debütierte 1966 im 365 California Spyder, einem in sehr begrenzten Stückzahlen gefertigten Luxuscabriolet, das eine eigenständige, Aufsehen erregende Karosserie von Tom Tjaarda trug. In einem zweiten Schritt präsentierte Ferrari 1967 den 365 GT 2+2 als 2+2-sitzige Variante der Modellfamilie, der den in nahezu 1100 Exemplaren gefertigten 330 GT 2+2 ersetzte. Ein weiteres Jahr später erschienen als rein zweisitzige Volumenmodelle das Stufenheckcoupé 365 GTC und dessen offene Version 365 GTS. Während der 365 GTC und GTS die Karosserien ihrer Vorgänger 330 GTC und GTS übernahmen, hatte der 365 GT 2+2 eine gänzlich eigenständige Karosserie, und auch sein Fahrwerk wurde weiterentwickelt.
Der mit vielen Komfortdetails ausgestattete 365 GT 2+2 war der bis dahin größte und schwerste Serien-Ferrari. Er galt als „Familien-Ferrari.“
Der Schweizer Automobilhersteller Monteverdi kopierte das markante Front- und Heckdesign dieses Ferrari für seinen 1969 vorgestellten zweisitzigen Sportwagen High Speed 375 S, der bis 1971 sechsmal gebaut wurde.

## Modellbezeichnung
Die Bezeichnung leitet sich, wie seinerzeit bei Ferrari üblich, von der Motorisierung ab und nimmt auf den Hubraum eines einzelnen Zylinders (365 Kubikzentimeter) Bezug. Die offiziellen Zusätze spezifizieren ihn als großen, knapp viersitzigen Ferrari. 
Der inoffizielle Beiname Queen Mary geht auf das US-amerikanische Automobilmagazin Road & Track zurück, das den Wagen 1969 einem Test unterzog. Die Autoren bezeichneten den außergewöhnlich großen und nach ihrer Meinung etwas unhandlichen, aber sehr komfortablen 365 GT 2+2 als „Ferraris Queen Mary.“ Dabei ist unklar, ob sich der Vergleich auf Maria von Teck bezieht, die als „Queen Mary“ bekannte Gattin des britischen Königs Georg V., oder auf das nach ihr benannte britische Passagierschiff Queen Mary. Unabhängig von dem konkreten Bezug wurde der Begriff in der Folgezeit zu einem inoffiziellen Beinamen des 365 GT 2+2.

## Modellbeschreibung

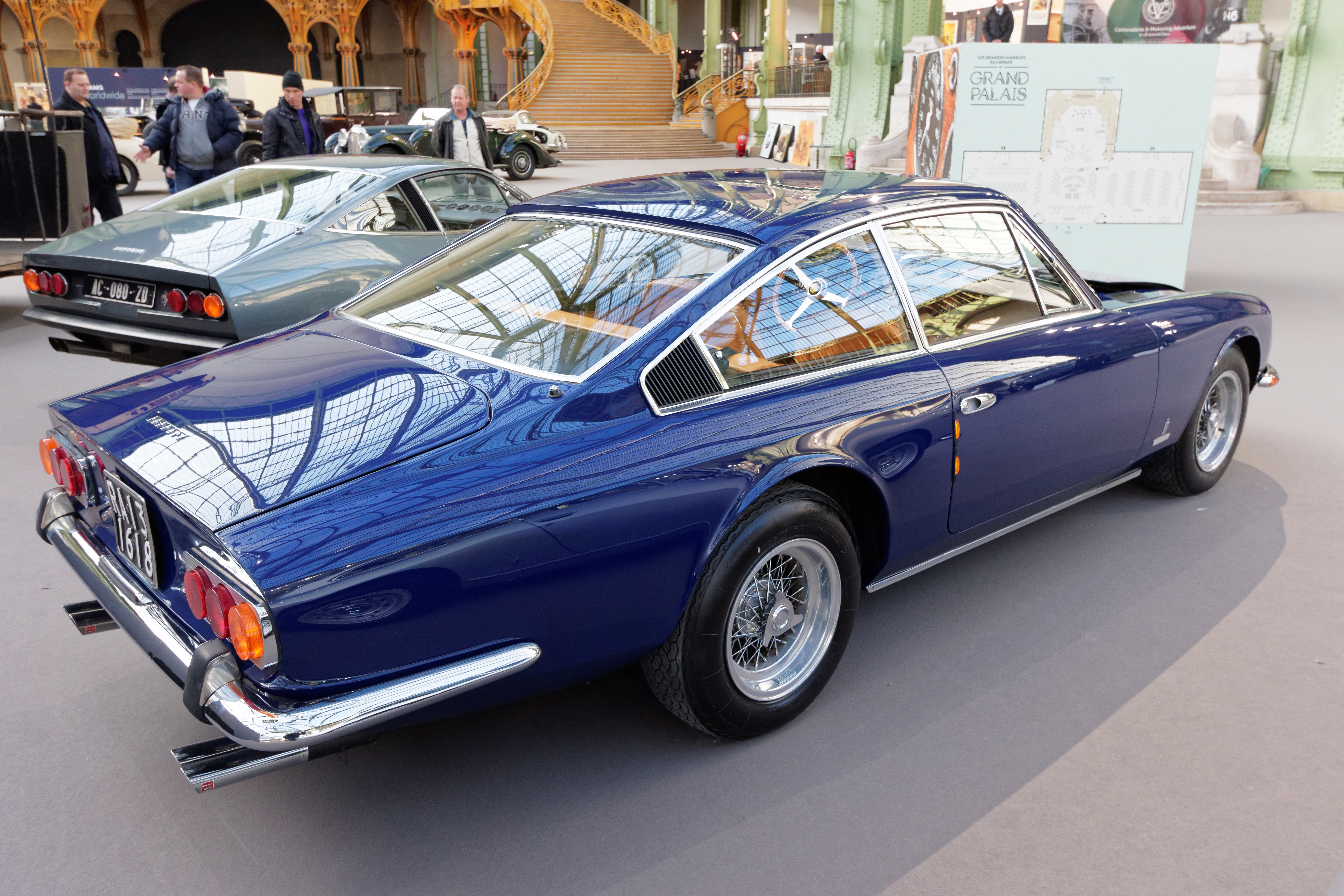
Langes Heck: Ferrari 365 GT 2+2

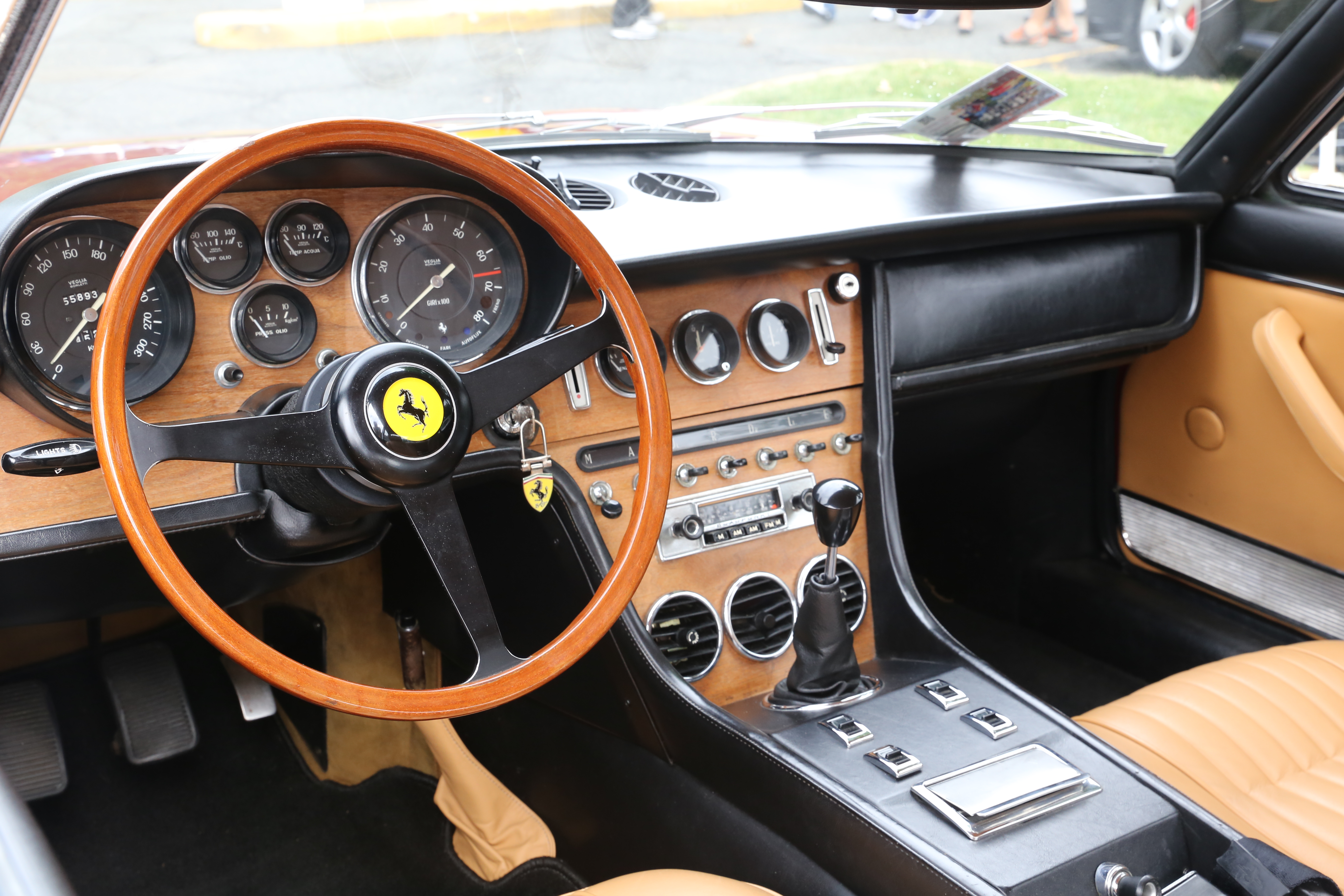
Hochwertig ausgestatteter Innenraum

### Fahrwerk
Das Chassis des 365 GT 2+2 trug die werksinterne Bezeichnung 591. Es entsprach in seinen Grundzügen dem des Ferrari 330 GT 2+2, allerdings waren die vordere und die hintere Spur vergrößert worden. Die Vorderräder waren einzeln an doppelten Dreiecksquerlenkern mit Schraubenfedern aufgehängt, hinzu kamen hydraulische Teleskopstoßdämpfer von Koni. Erstmals bei einem Straßen-Ferrari entfiel die seit eineinhalb Jahrzehnten übliche hintere Starrachse. An ihre Stelle trat eine Einzelradaufhängung, die konzeptionell der Vorderradaufhängung entsprach. Der 365 GT 2+2 war der erste Viersitzer, bei dem Ferrari eine Einzelradaufhängung realisierte. Der 365 GT 2+2 war zudem mit einer Niveauregulierung ausgerüstet.

### Karosserie
Die aus Stahl gefertigte Karosserie ruhte auf einem geschweißten Ovalrohrrahmen mit Leiterstruktur. Der Entwurf ging auf Pininfarina zurück; er wird gelegentlich Pininfarina-Designer Aldo Brovarone zugeschrieben. Stilistisch wurde er als „Mischung bewährter Ferrari-Elemente“ wahrgenommen: Die Frontpartie mit den weit zurückgesetzten Scheinwerfern und dem ovalen Kühlergitter erinnerte an den 365 California Spyder und dessen Vorgänger 500 Superfast. Die Heckpartie hatte einen langen Überhang und fiel leicht nach hinten ab.
Der Schweizer Automobilhersteller Monteverdi kopierte das Designkonzept des Ferrari 365 GT 2+2 bei seinem zweisitzigen Sportwagen High Speed 375 S.

### Motor und Kraftübertragung
Die Motorisierung des 365 GT 2+2 entsprach weitgehend der des 365 GTC. Es handelte sich um einen 4390 cm³ großen V12-Motor, der als Tipo 245 bezeichnet wird. In der Grundstruktur ging er auf eine Konstruktion von Gioacchino Colombo aus dem Jahr 1947 zurück. Ferrari hatte Colombos Zwölfzylinder für die 1961 erschienene Modellfamilie 330 weitgehend überarbeitet, insbesondere war unter Beibehaltung des Zylinderbankwinkels von 60 Grad der Motorblock neu konstruiert worden. Jener Tipo 209 genannte, 4,0 Liter große Motor wurde für den 365 auf 4,4 Liter vergrößert. Den Hubraumzuwachs erreichten die Ingenieure durch eine Vergrößerung der Bohrung von 77 auf 81 Millimeter. Der Hub blieb unverändert bei 71 Millimetern. Der Motor hatte eine obenliegende Nockenwelle für jede Zylinderreihe und zwei Ventile pro Zylinder. Zur Gemischaufbereitung wurden drei Doppelvergaser von Weber (Typ 40DF) verwendet. Während der Motor im 365 California Spyder mit einer Nasssumpfschmierung ausgestattet war (Tipo 217B), hatte er sowohl im 365 GTC als auch im 365 GT 2+2 eine Druckumlaufschmierung (Tipo 245). Die Leistung des Motors wurde mit 320 PS angegeben.
Die Kraftübertragung übernahm ein handgeschaltetes Fünfganggetriebe, das am Motor angedockt war.

### Ausstattung
Die Ausstattung des 365 GT 2+2 war komfortbetont. Erstmals bei einem Ferrari war serienmäßig eine Servolenkung eingebaut. Sie wurde vielfach als zu weich kritisiert. Hinzu kamen eine Klimaanlage und elektrische Fensterheber.

## Produktion
Der Prototyp des 365 GT 2+2 erschien im Oktober 1967 auf dem Pariser Autosalon. Kurz darauf begann die Serienfertigung, sie dauerte bis 1971 an. In dieser Zeit erfuhr der 365 GT 2+2 keinerlei technische Veränderungen. Die Karosserien wurden bei Pininfarina in Grugliasco gefertigt.
Insgesamt entstanden 801 Exemplare, die sich auf die Fahrgestellnummern 10791 bis 14099 verteilten. Während der Bauzeit entfiel etwa die Hälfte der Gesamtproduktion Ferraris auf den 365 GT 2+2.

## Rezeption
Der Ferrari 365 GT 2+2 wird kontrovers bewertet. In der Literatur wird seine Form gelegentlich als veraltet, verspielt oder unausgewogen kritisiert, andere halten den Aufbau für elegant oder harmonisch und gelungen. Das hohe Gewicht des Fahrzeugs war Gegenstand von Kritik. Allerdings waren sich die meisten Tests darin einig, dass die Agilität des Autos darunter nicht litt.

## Der Ferrari 365 GT 2+2 als Klassiker
Der 365 GT 2+2 ist – abgesehen vom nur kurzzeitig produzierten 365 GT/4 2+2 – das Mitglied der 365-Familie, für das am Klassikermarkt die niedrigsten Preise verlangt werden. Während 2017 ein 365 GTS und ein 365 GTS/4 „Daytona Spyder“ in exzellentem Zustand annähernd drei Millionen Euro kosten, liegen die Preise für einen 365 GT 2+2 in vergleichbarem Zustand bei lediglich 330.000 Euro.

## Technische Daten
| Motor:                     | 12-Zylinder-V-Motor (Viertakt), Gabelwinkel 60°                           |
| Hubraum:                   | 4390 cm³                                                                  |
| Bohrung × Hub:             | 81 × 71 mm                                                                |
| Leistung bei 1/min:        | 235 kW (320 PS) bei 6600                                                  |
| Max. Drehmoment bei 1/min: | 377 Nm bei 5000                                                           |
| Verdichtung:               | 8,8 : 1                                                                   |
| Gemischaufbereitung:       | 3 Fallstrom-Doppelvergaser Weber 40 DFI                                   |
| Ventilsteuerung:           | 1 obenliegende Nockenwelle je Zylinderbank, Kette                         |
| Kühlung:                   | Wasserkühlung                                                             |
| Getriebe:                  | 5-Gang-Getriebe, Knüppelschaltung                                         |
| Radaufhängung vorn:        | Trapez-Dreiecklenkerachse, Schraubenfedern                                |
| Radaufhängung hinten:      | Trapez-Dreiecklenkerachse, Schraubenfedern                                |
| Bremsen:                   | Vierrad-Scheibenbremsen (Durchmesser 27,2/27,38 cm), Bremskraftverstärker |
| Lenkung:                   | Schneckenlenkung                                                          |
| Karosserie:                | Stahl, auf Gitterrahmen                                                   |
| Radstand:                  | 2650 mm                                                                   |
| Spurweite vorn/hinten:     | 1438/1468 mm                                                              |
| Abmessungen:               | 4980 × 1790 × 1345 mm                                                     |
| Leergewicht:               | 1580 kg                                                                   |
| Höchstgeschwindigkeit:     | 245 km/h                                                                  |
| Preis (DM):                | 70.990 (1968)                                                             |